# Stazione di Faè-Fortogna
Stazione di Faè-Fortogna vasútállomás Olaszországban, Veneto régióban, mely Longarone település Faè és Fortogna frazionéit szolgálja ki.

## Vasútvonalak
Az állomást az alábbi vasútvonalak érintik:
- Calalzo–Padova-vasútvonal

## Kapcsolódó állomások
A vasútállomáshoz az alábbi állomások vannak a legközelebb: 
- Stazione di Longarone-Zoldo
- Stazione di Ponte nelle Alpi-Polpet